# Takeo Kurita
Takeo Kurita, * 28. april 1889, Mito, Prefektura Ibaraki, Japonska, † 19. december 1977, Tokio, Japonska, je bil viceadmiral japonske cesarske mornarice med drugo svetovno vojno.
Takeo Kurita se je rodil leta 1889 v mestu Mito, v japonski prefekturi Ibaraki. Leta 1910 je diplomiral na japonski mornariški akademiji, nato pa je opravljal poveljniške funkcije na različnih japonskih vojnih ladjah. Leta 1938 je bil povišan v kontraadmirala, 1. maja 1942 pa v viceadmirala.
Med drugo svetovno vojno je poveljeval skupinam bojnih ladij, sodeloval pa je v bitki pri Midwayu, bitki v filipinskem morju in bitki v zalivu Leyte. Znan je bil kot dober taktik, ki ni po nepotrebnem tvegal življenj svojih mornarjev, zaradi česar je bil deležen ostrih kritik s strani nekaterih elementov japonske vojske.
Po koncu vojne je živel v družinskem krogu, o svoji vlogi v vojni pa je redkokdaj še kaj spregovoril. Umrl je leta 1977 v Tokiu.